# Matthew Lewis (diễn viên)
Matthew David Lewis (sinh ngày 27 tháng 6 năm 1989) là nam diễn viên người Anh. Anh nổi tiếng qua vai diễn Neville Longbottom trong loạt phim Harry Potter. 
Sinh ra ở Leeds, Lewis lần đầu tiên tham gia diễn xuất trong Some Kind of Life (1995), đóng vai khách mời trên các bộ phim truyền hình cho ITV và BBC One trước khi xuất hiện trong Harry Potter và Hòn đá phù thủy (2001). Lewis đã đóng vai này trong mười năm, kết thúc với bộ phim cuối cùng, Harry Potter và Bảo bối Tử thần – Phần 2 (2011), mà anh đã nhận được nhiều lời khen ngợi từ giới phê bình. Sau loạt phim, Lewis tái xuất trong The Syndicate và thực hiện vai diễn đầu tiên trong rạp hát của mình trong Our Boys at the Duchess Theater vào năm 2012.
Lewis đã đóng vai chính trong The Rise (2012) được công chiếu tại Liên hoan phim Quốc tế Toronto với những đánh giá tích cực và xuất hiện trên các bộ phim truyền hình BBC Bluestone 42 và Death in Paradise lần lượt vào năm 2013 và 2015. Lewis đã có một vai phụ trong Me Before You (2016), bộ phim đã trở thành một thành công phòng vé. Anh đã tham gia các bộ phim tội phạm Ripper Street và Happy Valley trước khi tham gia bộ phim truyền hình Girlfriends của ITV vào năm 2018. Lewis xuất hiện trong Terminal (2018), được công chiếu tại Liên hoan phim Quốc tế Edinburgh cũng như Baby Done (2020). Kể từ năm 2020, Lewis đã đóng vai chính trongloạt phim truyền hình All Creatures Great and Small của Channel 5 được giới phê bình khen ngợi.

## Đầu đời
Matthew David Lewis sinh ngày 27 tháng 6 năm 1989 tại Leeds, West Yorkshire, có cha Adrian Lewis và mẹ Lynda Needham. Anh lớn lên ở thị trấn Horsforth gần đó. Anh là con út trong một gia đình có ba cậu con trai, có hai anh trai, Chris, một biên tập viên phim và Anthony, một diễn viên. Anh theo học tại Học viện Tình nguyện Công giáo St Mary's Menston.

## Sự nghiệp

### 1995–2000: Bắt đầu
Lewis đã tham gia diễn xuất từ năm 5 tuổi. Anh xuất hiện chuyên nghiệp trong bộ phim truyền hình Some Kind of Life (1995) của đạo diễn Kay Mellor. Anh đóng vai khách mời trong bộ phim tội phạm của BBC One, Dalziel và Pascoe trước khi xuất hiện trong loạt phim Heartbeat và Where the Heart Is của ITV lần lượt vào năm 1999 và 2000.

### 2001–2011:Harry Pottervà sự công nhận

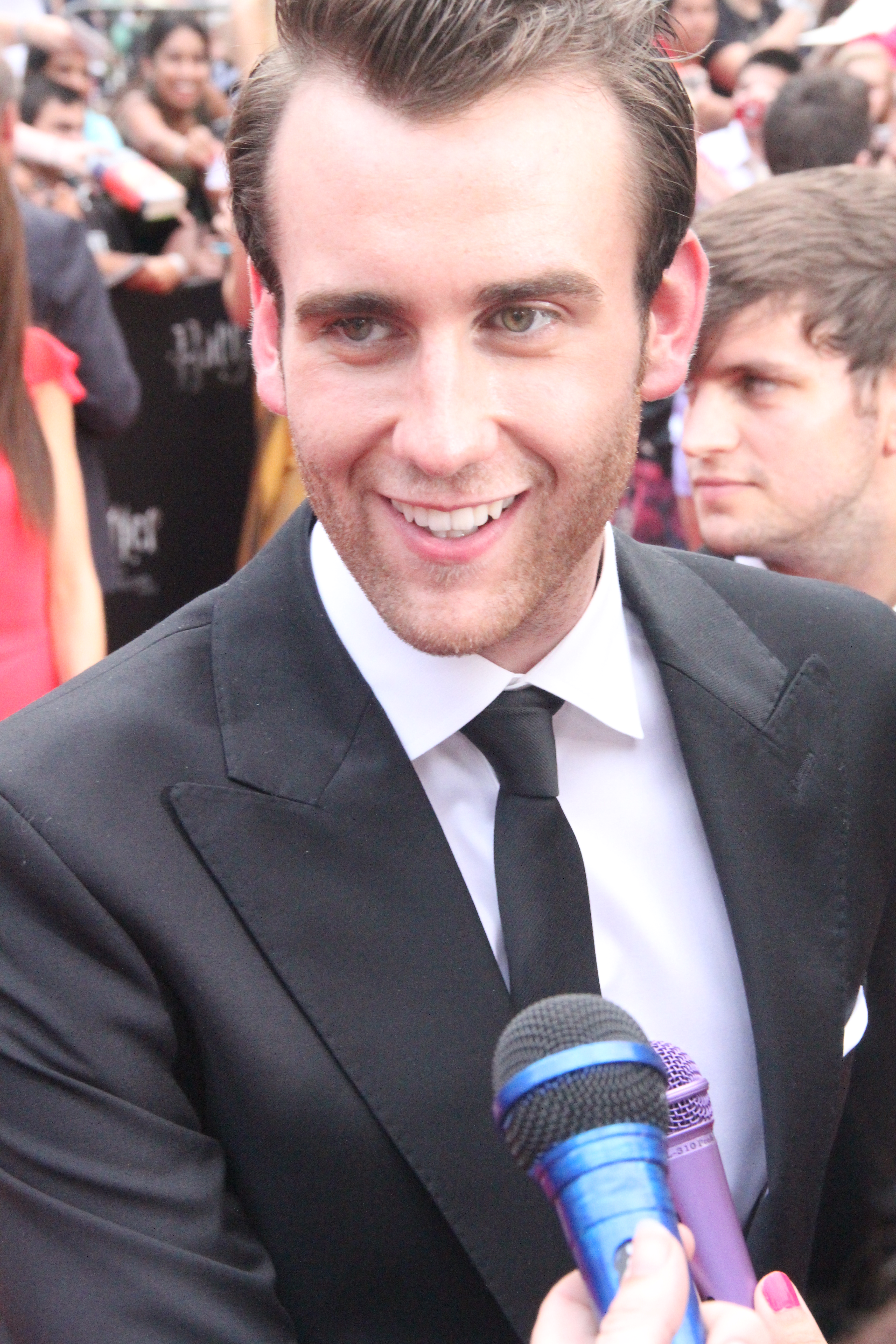
Lewis tại buổi công chiếu Harry Potter và Bảo bối Tử thần – Phần 2 tại Mỹ năm 2011.

Năm 1999, các buổi casting đã được tổ chức trên khắp Vương quốc Anh cho Harry Potter và Hòn đá phù thủy, bộ phim chuyển thể từ cuốn tiểu thuyết cùng tên của nhà văn người Anh J. K. Rowling. Lewis, một fan hâm mộ của bộ truyện, ban đầu đã tham gia một buổi thử giọng mở tại khách sạn Queens, Leeds, trước khi được liên hệ hai tháng sau đó để thực hiện thử nghiệm trên màn ảnh cho đạo diễn Chris Columbus, cuối cùng được nhận vai Neville Longbottom. Harry Potter và Hòn đá phù thủy được phát hành vào năm 2001 và trở thành một bộ phim nổi tiếng về mặt thương mại và phê bình. Để đảm nhận vai diễn, Lewis đã đeo một bộ răng giả, đi giày hai cỡ quá lớn, một bộ quần áo béo và bộ phận giả mang tai. Anh đã đóng lại vai diễn của mình một năm sau đó trong Harry Potter và Phòng chứa Bí mật; Lewis đã nói rằng những câu thoại yêu thích của anh ấy bắt nguồn từ bộ phim. 
Harry Potter và tên tù nhân ngục Azkaban (2004) và Harry Potter và Chiếc cốc lửa (2005) đều được công chiếu với sự hoan nghênh của giới phê bình. Harry Potter và Hội Phượng hoàng được phát hành vào năm 2007. Trong quá trình quay phim, bạn diễn Helena Bonham Carter đã vô tình làm thủng màng nhĩ của Lewis khi cô cắm đũa phép vào tai anh trong một cảnh quay. Lewis nhận xét về việc tận hưởng "tính chất đa dạng" của vai diễn trong bộ phim chứa đựng nhiều "cảm xúc và kịch tính" hơn so với những bộ phim tiền nhiệm. Harry Potter và Hoàng tử lai trở thành bộ phim có doanh thu cao thứ hai trong năm 2009. Trong một cuộc phỏng vấn năm 2009, Lewis nói về kinh nghiệm làm việc với đạo diễn David Yates, thảo luận về "những gì Neville sẽ làm và cảm nhận, thậm chí [..] trong nền." Vào tháng 4 năm 2011, Lewis ra mắt sân khấu với vai Lester Cole trong sản xuất chuyến lưu diễn Verdict của Agatha Christie. 
Lewis trở lại một lần nữa cho hai phim Harry Potter cuối cùng, Harry Potter và Bảo bối Tử thần – Phần 1 (2010) và Harry Potter và Bảo bối Tử thần – Phần 2 (2011). Diễn xuất của anh được các nhà phê bình khen ngợi vì có "tiềm năng ăn cắp cảnh"; CTV News đã gọi Lewis là một "nghệ sĩ đột phá" và "người hành động". Tác giả của Harry Potter, J. K. Rowling đã có bài phát biểu tại buổi ra mắt Bảo bối Tử thần - Phần 2 ở London, nơi cô ấy nói rằng có bảy diễn viên chính trong bộ truyện, những người mà bà gọi là "The Big Seven" (Daniel Radcliffe, Rupert Grint, Emma Watson, Tom Felton, Lewis, Evanna Lynch và Bonnie Wright).